# Варівська сільська рада (Берегівський район)
| Варівська сільська рада — колишній орган місцевого самоврядування у Берегівському районі Закарпатської області з адміністративним центром у с. Вари. Сільській раді були підпорядковані населені пункти: - с. Вари |

## Склад ради
Рада складалася з 22 депутатів та голови.

## Керівний склад сільської ради
| ПІБ                          | Основні відомості                                                                                     | Дата обрання | Дата звільнення |
| ---------------------------- | --- | ------------ | --------------- |
| Шоломон Елемир Олександрович | Сільський голова, 1962 року народження, освіта, член Соціал-демократичної партії України (об'єднаної) | 26.03.2006   | 31.10.2010      |
| Шоломон Елемір Олександрович | Сільський голова, 1962 року народження, освіта середня спеціальна, безпартійний                       | 31.10.2010   |                 |

Примітка: таблиця складена за даними джерела